# ووهراتال
ووهراتال (به آلمانی: Wohratal) یک شهر در آلمان است که در ماربورگ-بیدنکپف واقع شده‌است. ووهراتال ۲٬۴۸۵ نفر جمعیت دارد.